# Porroig
Porroig este o arie protejată (sit de importanță comunitară — SCI) din Spania întinsă pe o suprafață de 113,28 ha, integral pe uscat.

## Localizare
Centrul sitului Porroig este situat la coordonatele 38°52′39″N 1°18′12″E / 38.8775°N 1.3033°E.

## Înființare
Situl Porroig a fost declarat sit de importanță comunitară în iulie 2000 pentru a proteja 1 specie de plante și 6 specii de animale.

## Biodiversitate
Situată în ecoregiunea mediteraneană, aria protejată conține 1 habitat natural: Tufărișuri termo-mediteraneene și de pre-deșert.
La baza desemnării sitului se află mai multe specii protejate:
- plante (1): Genista dorycnifolia
- păsări (5): fâsă-de-câmp (Anthus campestris), ciocârlie-cu-degete-scurte (Calandrella brachydactyla), Galerida theklae, turturică (Streptopelia turtur), Sylvia sarda
- reptile (1): Podarcis pityusensis

Pe lângă speciile protejate, pe teritoriul sitului au mai fost identificate 1 specie de amfibieni.